# Équipe du Tadjikistan des moins de 17 ans de football
Maillots
L'équipe du Tadjikistan des moins de 17 ans est une sélection de joueurs de moins de 17 ans au début des deux années de compétition placée sous la responsabilité de la Fédération du Tadjikistan de football. 
L'équipe n'a jamais remporté le Championnat d'Asie de football des moins de 16 ans, où sa meilleure performance est une place de finaliste en 2018, ni la Coupe du monde de football des moins de 17 ans, où sa meilleure performance est une place de huitième de finaliste en 2007.

## Parcours en Coupe d'Asie des nations de football des moins de 16 ans
De 1985 à 1991, le Tadjikistan fait partie de l'URSS
- 1992 : Non inscrit
- 1994 : Non inscrit
- 1996 : Non inscrit
- 1998 : Non qualifié
- 2000 : Non qualifié
- 2002 : Suspendu
- 2004 : Non qualifié
- 2006 :  3e
- 2008 : Disqualifié
- 2010 : 1er tour
- 2012 : Non qualifié
- 2014 : Non qualifié
- 2016 : Non qualifié
- 2018 :  Finaliste
- 2023 : À venir

## Parcours en Coupe du monde des moins de 17 ans
De 1985 à 1991, le Tadjikistan fait partie de l'URSS
- 1993 : Non inscrit
- 1995 : Non inscrit
- 1997 : Non inscrit
- 1999 : Non qualifié
- 2001 : Non qualifié
- 2003 : Non qualifié
- 2005 : Non qualifié
- 2007 : Huitièmes de finale
- 2009 : Non qualifié
- 2011 : Non qualifié
- 2013 : Non qualifié
- 2015 : Non qualifié
- 2017 : Non qualifié
- 2019 : 1er tour
- 2023 : À venir

## Anciens joueurs
- Fatkhullo Fatkhuloev
- Davronjon Tukhtasunov
- Samad Shohzukhurov